# Maxthon
Maxthon (oficjalnie Maxthon Cloud Browser, dawniej jako MyIE2) – hybrydowa przeglądarka internetowa, używająca do wyświetlania stron www silnika WebKit oraz, dla stron niezgodnych ze standardami, silnika Trident. W dniu 14 lipca 2016 eksperci bezpieczeństwa firmy Exatel odkryli, że przeglądarka ta zachowuje się jak spyware – szpieguje użytkowników.
Posiada zarówno standardowe funkcje nowoczesnych przeglądarek (przeglądanie w kartach, blokowanie reklam i wyskakujących okienek, miniatury szybkiego uruchamiania, proxy), jak i funkcje niedostępne w większości produktów bez doinstalowanych odpowiednich wtyczek (gesty myszy, synchronizacja ustawień przez internet, praca w chmurze, aliasy wyszukiwarek, ładowanie stron z wyprzedzeniem (DNS prefetching), Multiwyszukiwarkę i wiele innych).

## Spyware
W dniu 14 lipca 2016 eksperci bezpieczeństwa firmy Exatel odkryli, że przeglądarka ta zachowuje się jak oprogramowanie szpiegujące.
Maxthon bez zgody, a nawet przy wyraźnym sprzeciwie użytkownika, wysyła na chińskie serwery szereg danych o używaniu przeglądarki, zainstalowanych wtyczkach i zawartości komputera użytkownika – wszystkie adresy odwiedzanych stron, wyszukiwane słowa kluczowe, a także informacje o systemie operacyjnym i wszystkich zainstalowanych na komputerze programach, wraz z ich dokładnymi wersjami. O przesyłaniu tak szerokiego zakresu informacji producent nie poinformował i nie było to dotychczas jawne; nie dał również możliwości wyłączenia przesyłania tych danych.
Dane te są przesyłane w sposób zaszyfrowany, jednak ze względu na wybrany sposób szyfrowania (użycie stałego klucza zapisanego w kodzie programu – takiego samego dla wszystkich użytkowników) naraża użytkowników na przechwycenie i odczytanie informacji o ich komputerze przez hakerów i atak na ich komputer.

## Podstawowe funkcje i możliwości
- Przeglądanie w kartach.
- Konfigurowalne gesty myszy.
- W pełni konfigurowalne skróty klawiaturowe.
- Obsługa metody inteligentnego „przeciągnij i upuść” dla linków, obrazów i tekstu.
- Moduł ochrony prywatności.
- Przypisywanie do poszczególnych stron skrótów w formie aliasów lub skrótów klawiaturowych (F1-F12).
- Wbudowane narzędzie filtrowania reklam.
- Usługa synchronizacji – przechowywania ustawień (np. skrótów klawiaturowych i gestów myszy), ulubionych, historii, reguł blokowania reklam, subskrybowanych kanałów RSS, otwartych stron www, kart Szybkiego Dostępu, zapisanych haseł i stworzonych notatek w chmurze – umożliwiająca dostęp do osobistych danych na smartfonach z systemem Android lub dowolnym komputerze z zainstalowanym Maxthonem.
- system zabezpieczonych hasłem indywidualnych profili użytkownika.
- Czytnik RSS.
- Pasek dla programów zewnętrznych.
- Obsługa skórek i rozszerzeń.
- Możliwość użycia dowolnego z dwóch silników (WebKit – domyślny – lub Trident) dla wyświetlania dowolnej strony internetowej.
- Częściowa obsługa engine Gecko (tylko w wersji Maxthon Classic).
- Zaawansowana obsługa serwerów pośredniczących z możliwością przypisywania różnych serwerów do poszczególnych stron WWW.
- Programowalna funkcja szukania w internecie z wbudowanymi ustawieniami dla wyszukiwarek oraz możliwością tworzenia i dodawania własnych aliasów do innych wyszukiwarek.
- Funkcjonalny panel boczny.
- Wbudowane, posiadające szerokie możliwości narzędzie do robienia zrzutów ekranu.
- Wbudowany menedżer pobierania plików.
- Synchronizacja otwartych kart pomiędzy przeglądarką stacjonarną (komputer) a mobilną (Android).

### Wersje językowe
Maxthon został przetłumaczony na kilkadziesiąt języków. Dostępne są następujące wersje językowe: arabska, angielska, argentyńska, białoruska, brazylijska, chińska, chorwacka, czeska, duńska, estońska, fińska, francuska, fryzyjska, galicyjska, grecka, hebrajska, hiszpańska, niderlandzka, japońska, katalońska, koreańska, litewska, malajska, niemiecka, norweska, perska, polska, portugalska, rumuńska, rosyjska, serbsko-chorwacka, słowacka, słoweńska, szwedzka, tajska, turecka, ukraińska, węgierska i włoska.
Natomiast Maxthon 3.0 obsługuje już silniki Trident i WebKit (domyślny), co pozwala użytkownikom na poprawne wyświetlanie również starych, niezgodnych ze standardami, stron WWW, przystosowanych do Internet Explorera.

## Wymagania systemowe
Minimalna konfiguracja
- 500 MHz CPU
- 256 MB pamięci RAM
- 20 MB wolnego miejsca na dysku
- Microsoft Windows 2000 lub nowszy
- Microsoft Internet Explorer w wersji 6.0 lub wyższej

Zalecana konfiguracja
- 1,2 GHz CPU
- 512 MB pamięci RAM
- 64 MB wolnego miejsca na dysku
- Microsoft Windows Vista/7/8/8.1
- Microsoft Internet Explorer w wersji 7.0 lub wyższej